# Lauderdale (Tasmanië)
Lauderdale is een plaats op Tasmanië aan de rand van Hobart.
Het plaatsje heeft een inwonertal van 2388 en is in de afgelopen tien jaar nauwelijks veranderd. Het is deel van de stad Clarence en kijkt uit op Ralphs Bay.

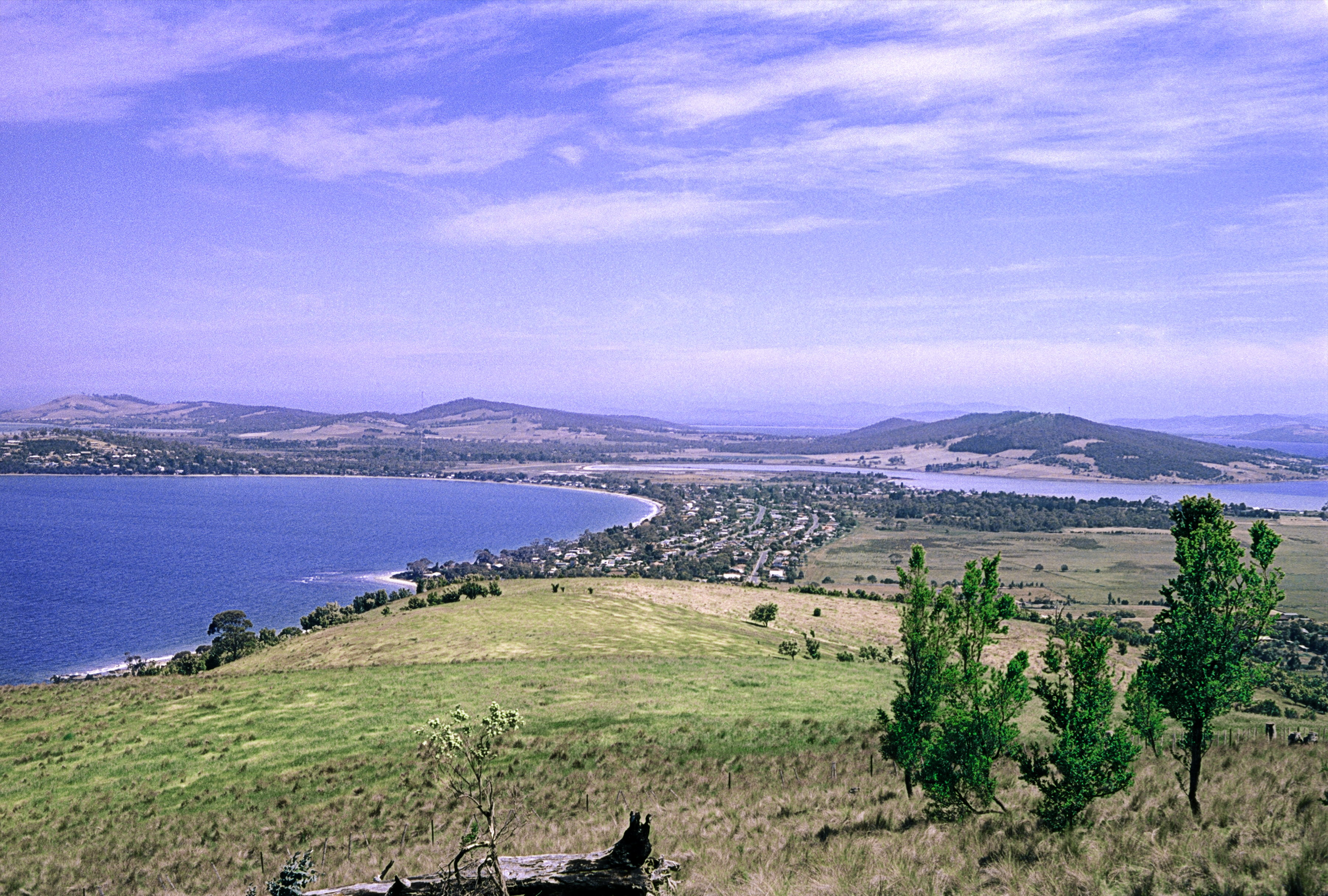
Lauderdale
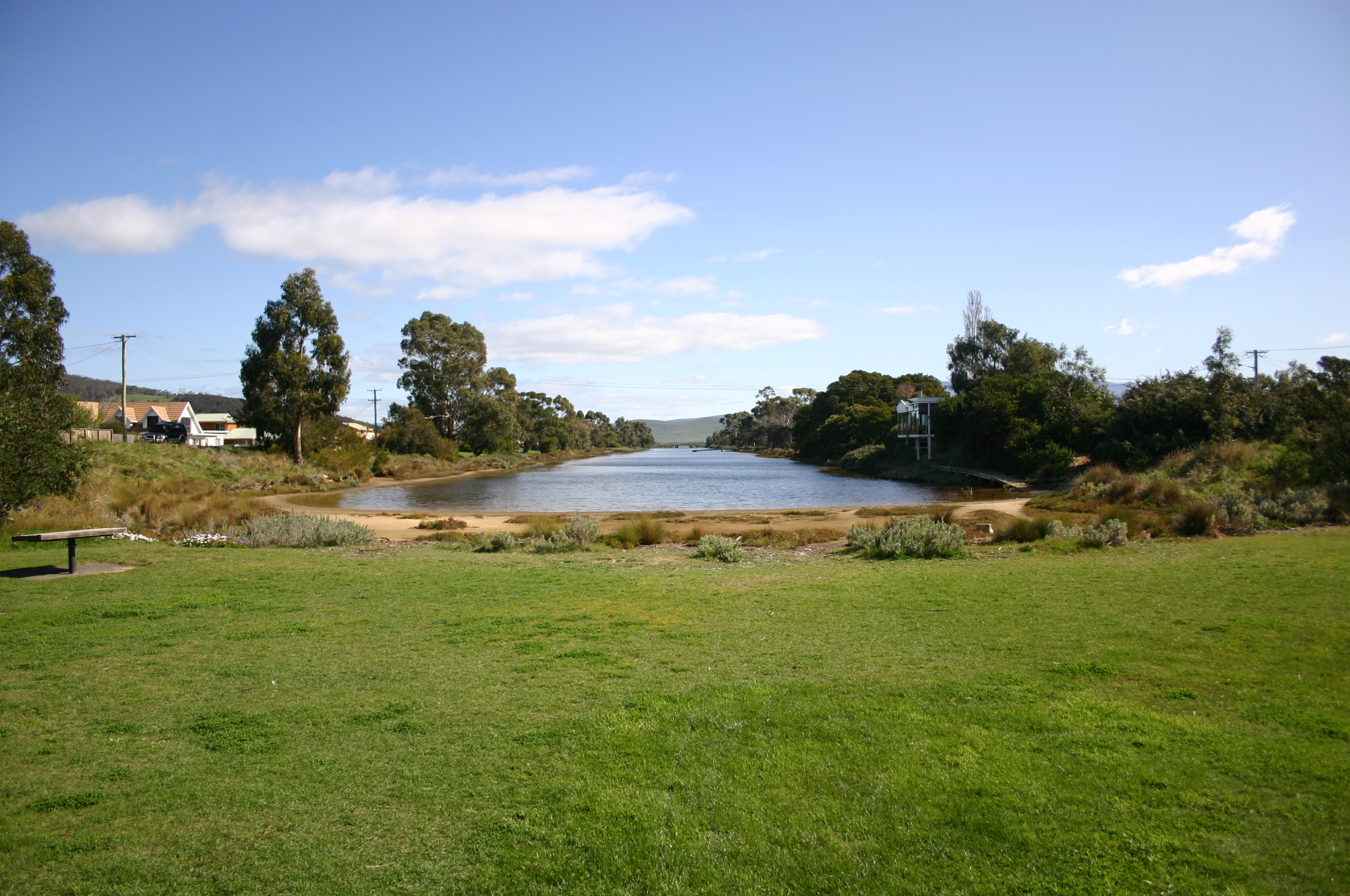
Kanaal bij Lauderdale